# Mælifell (berg i Island, Västlandet)
Mælifell är ett berg i republiken Island. Det ligger i regionen Västlandet, 110 km nordväst om huvudstaden Reykjavík. Toppen på Mælifell är 556 meter över havet.
Runt Mælifell är det mycket glesbefolkat, med 2 invånare per kvadratkilometer. Närmaste större samhälle är Ólafsvík, omkring 14 kilometer väster om Mælifell. Trakten runt Mælifell består i huvudsak av gräsmarker.